# Pipidae
Pipidae là danh pháp khoa học của một họ động vật lưỡng cư trong bộ Anura, gồm 34 loài cóc, ếch nguyên thủy không có lưỡi với chiều dài cơ thể từ 4 tới 19 cm. Trong số này, 7 loài được tìm thấy ở Nam Mỹ (chi Pipa), các loài thuộc 4 chi còn lại sống ở vùng hạ Sahara châu Phi.
Các loài trong họ này hoàn toàn sống dưới nước và có nhiều thay đổi về hình thái để phù hợp với môi trường sống, chẳng hạn chân có màng bơi, thân dẹp, có hệ thống đường bên. Ngoài ra chúng có tai biến đổi mạnh để nghe được dưới nước. Chúng không có lưỡi hay dây thanh âm mà có các que xương trong thanh quản giúp phát ra âm thanh.
Các hồ sơ hóa thạch của chúng là tương đối tốt, với 12 loài tuyệt chủng được biết tới. 6 trong số này được đặt trong chi còn sinh tồn Xenopus, sáu loài còn lại được đặt trong các chi đã tuyệt chủng. Các hóa thạch được phát hiện đến từ châu Phi, Nam Mỹ và Trung Đông có niên đại tới Hạ Creta.

## Phân loại học
Họ Pipidae gồm 5 chi với 34 loài như sau:
- Hymenochirus - 4 loài ếch có vuốt lùn
- Pseudhymenochirus - 1 loài ếch xám lùn Merlin (Pseudhymenochirus merlini)
- Xenopus - 22 loài ếch có vuốt thông thường (gồm cả Silurana - 2 loài ếch có vuốt nhiệt đới)
- Pipa - 7 loài cóc Surinam

## Hình ảnh

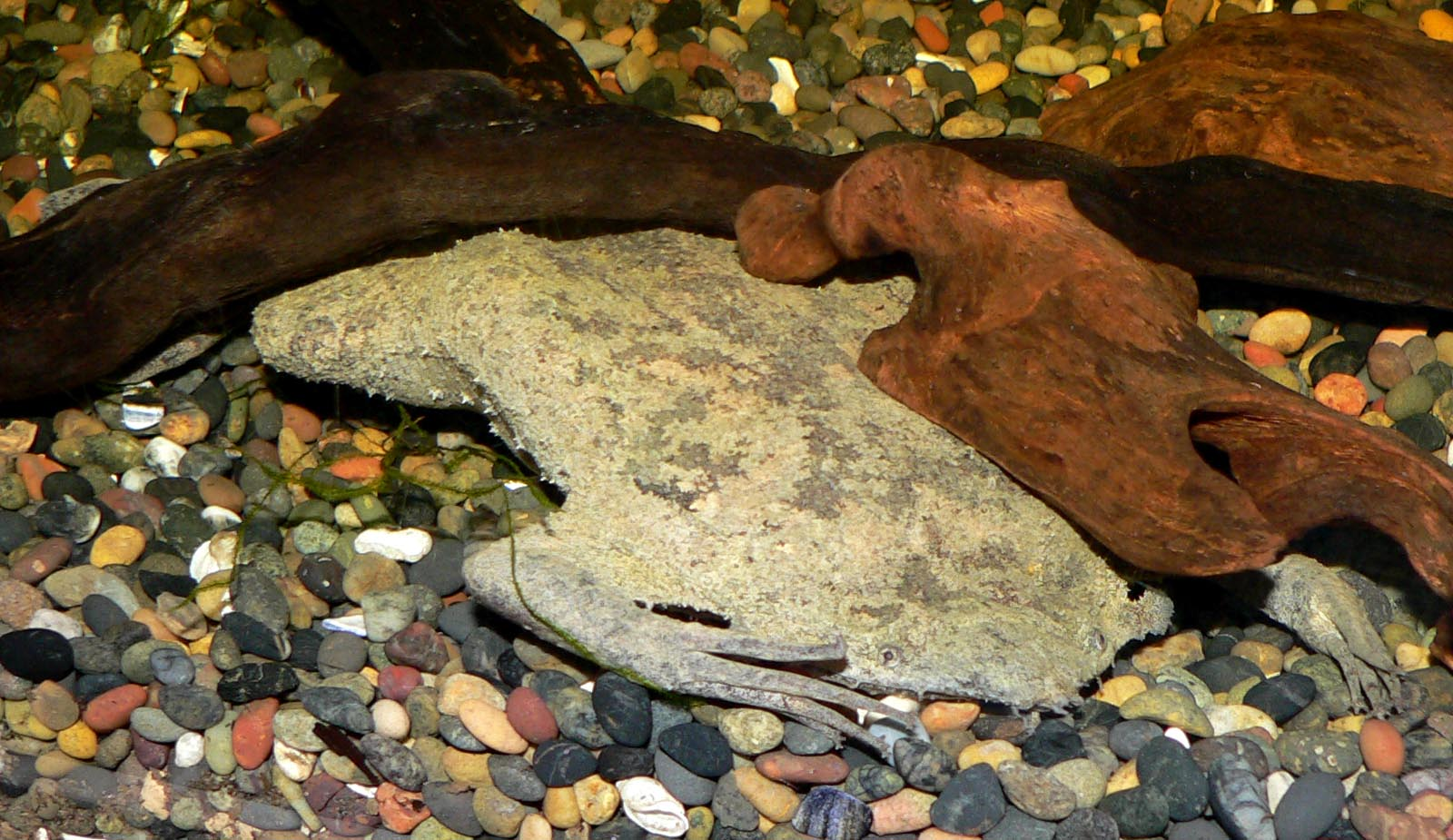
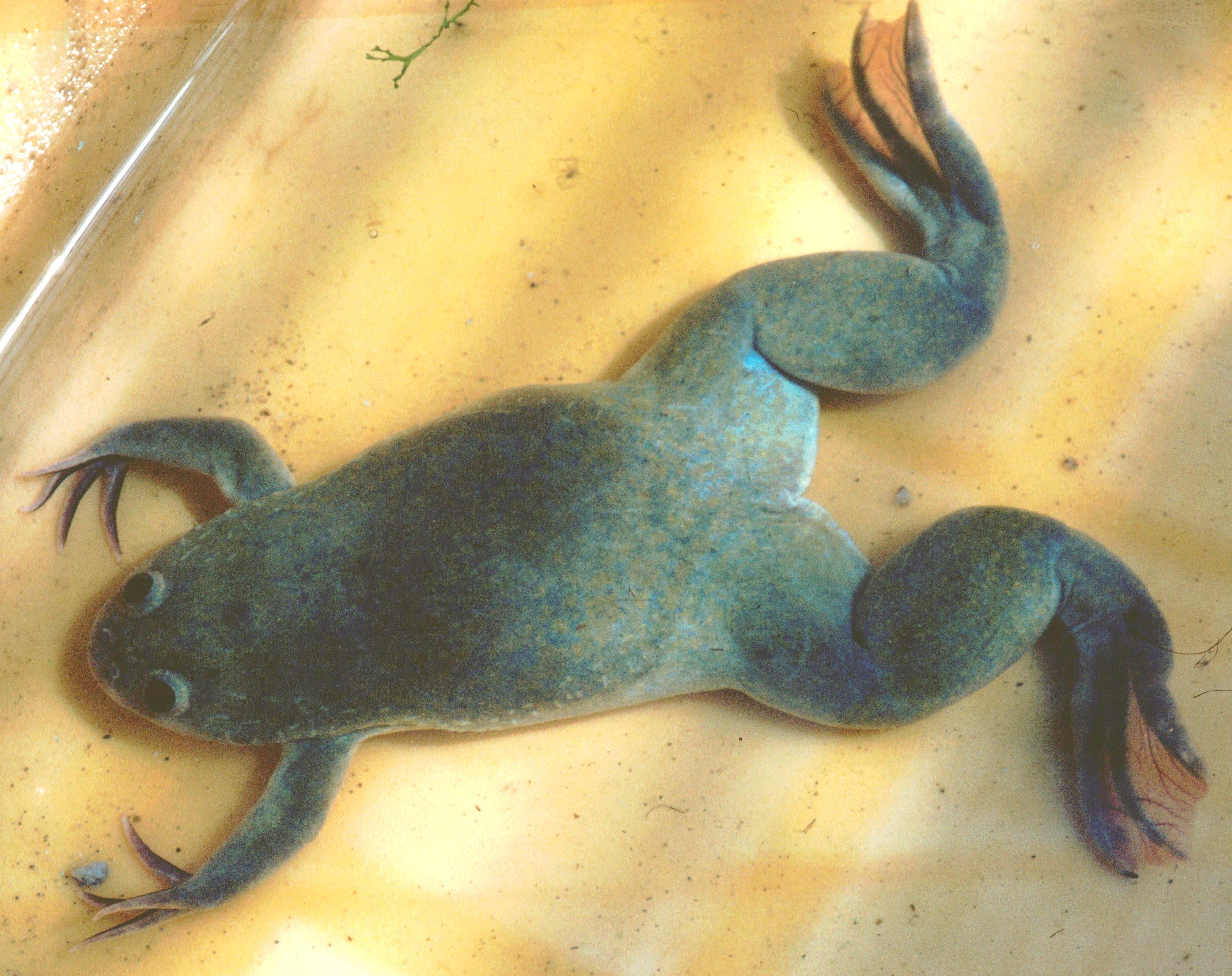
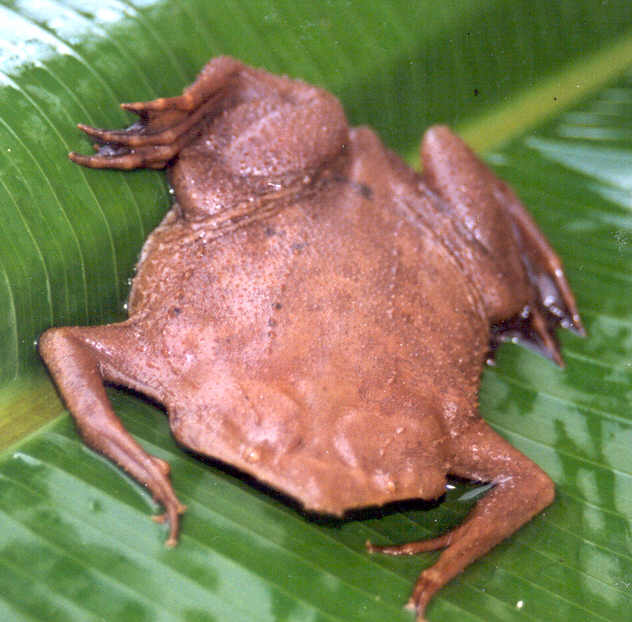